# 브리깃타 셰르첸펠트

셰르첸펠트가 중가르 노예였을 때 입은 옷.

브리깃타 크리스티나 셰르첸펠트(Brigitta Christina Scherzenfeldt, 1684년 ~ 1736년 4월 4일)는 스웨덴의 직조 기술자이자 회고록 작가이다. 대북방전쟁 당시 전쟁포로가 되어 러시아로 끌려갔다가 시베리아를 거쳐 중앙아시아의 중가르 칸국(오늘날의 신강위구르 지역)의 노예가 되는 등 기구한 삶을 살았다. 그녀의 회고록은 중가르인의 생활에 대한 귀중한 자료이다.